# Смрадлива вода
Смрадлива вода (на македонска литературна норма: Смрдлива Вода) е балнеоложки курорт в Република Македония. Намира се на 24 km от град Гевгели, на надморска височина 850 m в планината Кожух, между върховете Флора, Аджибарица, Белези и селото Конско.
Смрадлива вода е старо селище, образувано покрай минералните извори, известни с острия си мирис. Водата е смятана за ликуваща стомашни забоолявания, жлъчката, стомашния тракт и бъбреците. В курорта има над 400 сгради – вили, станции, хотели, както и търговски помещения.